# Lucy Cohu
| Kattints az alábbi külső linkek egyikére! | Kattints az alábbi külső linkek egyikére! |
| ----------------------------------------- | ----------------------------------------- |
| Nem található szabad kép.(?)              |                                           |
| külső link · jogvédett                    | Az Emmy-díj átvételén (2008)              |

Lucy Ann Cohu (Swindon, Wiltshire, Anglia, 1968. október 2. –) brit (angol) színpadi, film- és televíziós színésznő. Ismert szerepei közé tartozik Margit hercegnő alakítása A királynő nővére c. 2005-ös tévéfilmben és a Madame Maigret megformálása a 2016-os Maigret-sorozat filmjeiben, a címszereplő Rowan Atkinson mellett.

## Élete

### Származása
A wiltshire-i Swindonban született, katonacsaládban. A lincolnshire-i Stamfordban bentlakásos középiskolában tanult, majd a londoni Central School of Speech and Drama színiiskolába járt.

### Színészi pályája
Először gyermekeknek szóló rendezvényeken lépett fel. Úgy tervezte, ha nem lesz sikere színpadon, gyermekgondozónőnek fog állni. A színiiskola befejezése után, hivatásos színészként a manchesteri Royal Exchange Színházban debütált, Jane Austen Büszkeség és balítélet c. regényének színpadi változatában. Rövidesen televíziós megbízásokat is kapott, először 1991-ben, a Baleseti sebészet sorozat epizódjaiban jelent meg. Ezután már folyamatosan kapta a televíziós szerepeket. A brit ITV népszerű tévéshow-sorozatának, a Soldier Soldier-nak sok epizódjában Jessica Bailey őrnagyot alakította.
2005-ben Cohu megkapta a címszerepet Simon Cellan Jones rendező A királynő nővére című életrajzi filmjében, melyet a Channel 4 tévécsatorna számára készített Margit brit királyi hercegnőnek, II. Erzsébet irálynő ifjabb húgának (nem nővérének) életéről. Ezért az alakításért Cohut jelölték a legjobb színésznői teljesítményért járó Emmy-díjra és BAFTA-díjra. Színészi munkáját a kritikusok egyöntetűen dicsérték. A Variety Magazin magát a filmet lehúzta, „csicsás életrajzi mesének” minősítve, de ők is azt írták, hogy „egyedül Cohu alakítása miatt érdemes megnézni az egész filmet.” Maga Cohu úgy nyilatkozott, hogy a fordulatos és vitatott életű Margit hercegnőt igazi, szenvedélyektől fűtött, energikus nőként próbálta ábrázolni, ellentétben azzal a képpel, ami őbenne is, sok kortársában is megmaradt az idős, elhízott, beteg, kerekesszékhez kötött Margitról.
Szerepelt az Agatha Christie műveiből készült tévéfilmekben, a Kisvárosi gyilkosságok c. krimisorozat egyik epizódjában, és a Torchwood science-fiction tévésorozatban. Leggyakrabban tűzrőlpattant, életvidám, energiától duzzadó, érzékien csábító női karaktereket alakított. Mozifilmjei közül említendő még a Gosford Park (2001) és a Jane Austen magánélete (Becoming Jane, 2007). Az ITV televízió 2016-os Maigret-sorozatában, Madame Maigret szerepét alakította, ahol a címszerepet, Maigret felügyelőt Rowan Atkinson játszotta.

### Magánélete
Egy 1996-os interjú szerint alig húszéves korában (azaz 1988 körül) ment feleségül Corey Johnson (1961) amerikai színészhez, akit a színiiskolán ismert meg. (A házasságkötés évét más források 1994-re teszik). Hat év házasság után férje elhagyta, a házasfelek elváltak. Cohu két gyermekét nevelte fel egyedül, Alexandert (2000) és Lilát (2002).
Egy interjú szerint 2007-ben gyermekeivel együtt London Brent kerületében élt.

## Főbb filmszerepei
- 1991–1997: Baleseti sebészet (Casualty), tévésorozat, Jayne Bazeley / Theresa Johnson
- 1993: Agatha Christie: Poirot; tévésorozat, A csokoládés doboz c. rész, Marianne Deroulard
- 1994: A búvóhely (The Dwelling Place), tévé-minisorozat; Isabelle Fischel
- 1996: Ruth Rendell Mysteries, tévésorozat; Magdelene Heller
- 1997: Rebecca – A Manderley-ház asszonya, tévé-minisorozat; Rebecca
- 1997: Soldier Soldier, tévésorozat; Jessica Bailey őrnagy
- 1999: Az Aranypolgár születése (RKO 281), tévéfilm, Dolores Del Rio
- 2001: Gosford Park; Lottie
- 2001–2003: Titkos küldetésben (In Deep), tévésorozat; Elinor
- 2002: The Real Jane Austen, televíziós dokumentumfilm; Cassandra Austen
- 2003–2004: Katonazsaru (Red Cap) tévésorozat; Megan Rhodes
- 2005: A királynő nővére (The Queen’s Sister), tévéfilm; Margit hercegnő
- 2007: Jane Austen magánélete (Becoming Jane); Eliza De Feuillide
- 2007: Cape Wrath, tévésorozat; Evelyn Brogan
- 2007: Forgiven, tévéfilm, Liz
- 2008: Agatha Christie: Marple, tévésorozat, Egy marék rozs c. rész; Pat Fortescue
- 2009: Torchwood, tévésorozat; Alice Carter
- 2009: Murderland, tévésorozat; Sally
- 2010: A néma szemtanú, tévésorozat; Rebecca Connelly
- 2010: Kisvárosi gyilkosságok, tévésorozat, Guillaume kardja epizód; Jenny Russell
- 2011: Camelot, tévésorozat; Arthur nevelőanyaja
- 2011: Kísértetek (The Awakening); Constance Strickland
- 2012: Ház az Eaton Place-en (Upstairs Downstairs), tévésorozat; Mrs. Sylvia Fuller
- 2012: Lewis – Az oxfordi nyomozó (Lewis), tévésorozat; Marion Hammond
- 2013: Atlantis, tévésorozat; Kirké
- 2014: George Gently, tévésorozat; Margaret Turner
- 2014: Angyali szemek (The Face of an Angel); Caroline
- 2016: Halál a paradicsomban (Death in Paradise), tévésorozat; Caroline Bamber
- 2016: Maigret csapdát állít (Maigret Sets a Trap); Madame Maigret
- 2016: Maigret és a kicsi Albert (Maigret’s Dead Man); Madame Maigret
- 2017: Maigret és a halott gyémántkereskedő (Maigret: Night at the Crossroads); Madame Maigret
- 2017: Maigret és az éjszaka örömei (Maigret in Montmartre); Madame Maigret
- 2020: COBRA – A válságstáb (Cobra); Rachel Sutherland

## Elismerései
- 2006: jelölték a legjobb színésznőnek járó Emmy-díjra és BAFTA-díjra, A királynő nővére c. filmben nyújtott alakításáért.[10]
- 2008: megkapta a legjobb színésznőnek járó Emmy-díjat, a Forgiven-ben nyújtott alakításáért.[11]

## További információ
- Lucy Cohu a PORT.hu-n (magyarul)
- Lucy Cohu az Internetes Szinkronadatbázisban (magyarul)
- Lucy Cohu az Internet Movie Database-ben (angolul)
- Lucy Cohu a Rotten Tomatoeson (angolul)
- Lucy Cohu az AlloCiné weboldalán (franciául)
- Lucy Cohu Profile. Famousfix.com. (Hozzáférés: 2023. január 18.)
- Lucy Cohu Pictures. ZimBio.com, 2023. január 18.
- Film Actress Lucy Cohu. Timeline Professional. Bing.com